# Bisdom Boulogne

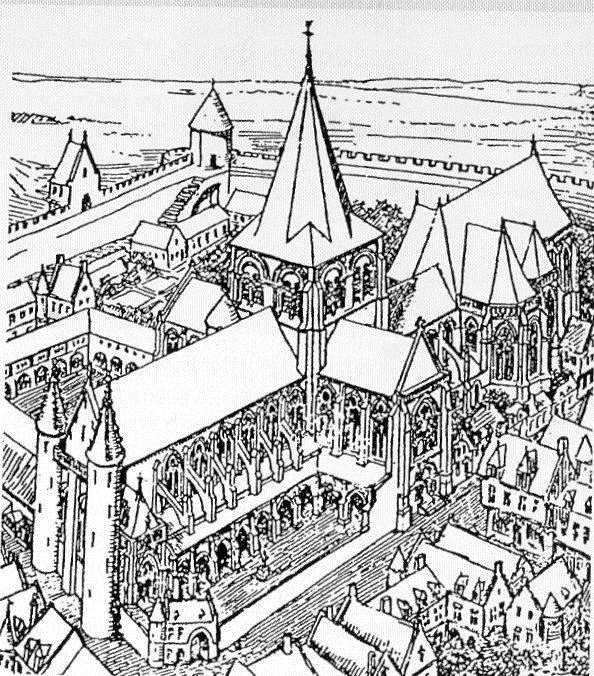
Kathedraal van Boulogne, omstreeks 1570

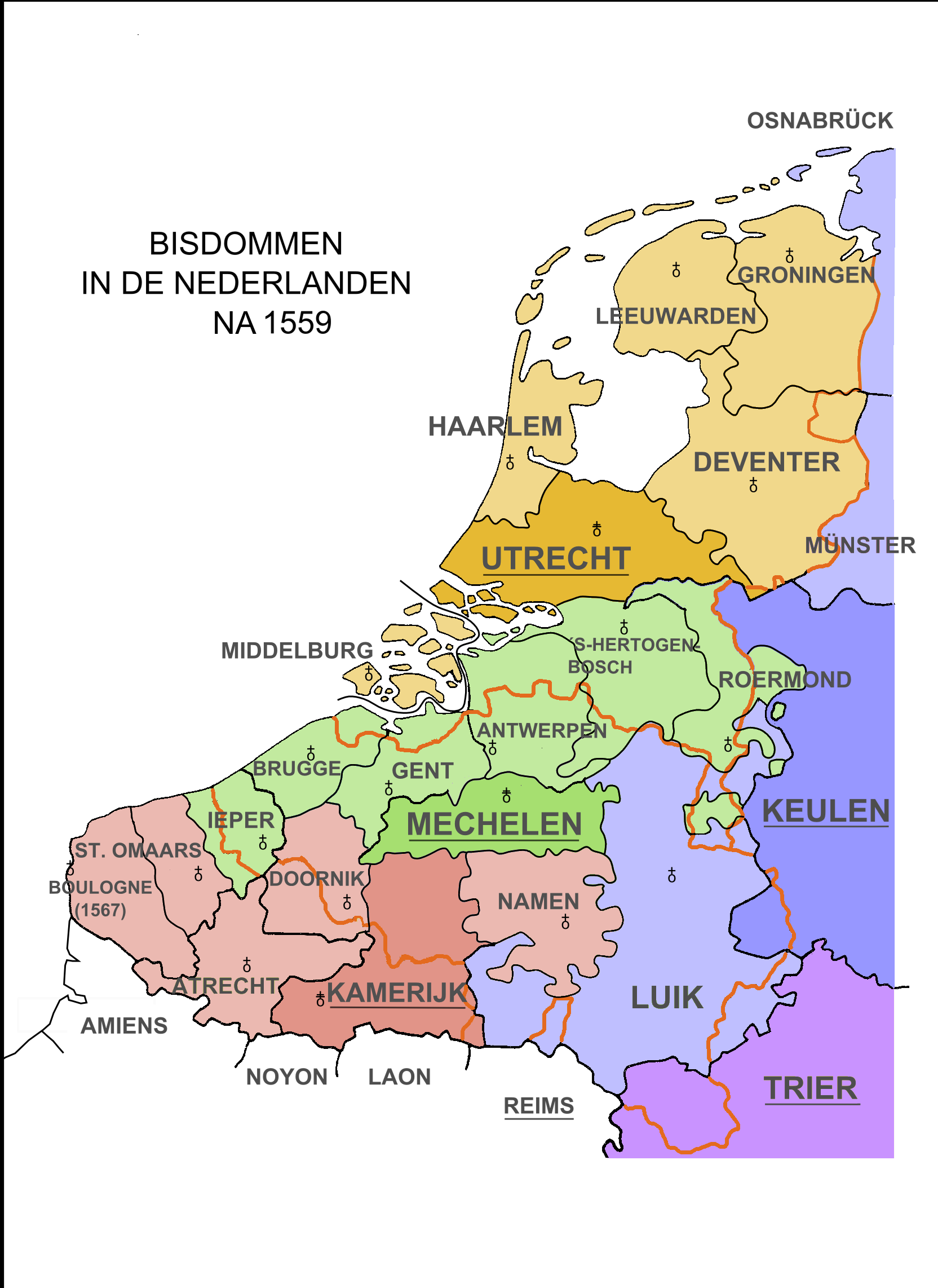
De bisdommen na de reorganisatie

Het bisdom Boulogne (Latijn: Dioecesis Boloniensis) is een voormalig rooms-katholoek bisdom in Noord-Frankrijk, met haar zetel te Boulogne.

## Geschiedenis
Het bisdom Boulogne werd enkele jaren gesticht na de vernietiging, in 1553, van de bisschopsstad Thérouanne. Op 12 mei 1559 stond paus Paulus IV toe aan koning Filips II van Spanje om in de Nederlanden 14 nieuwe bisdommen te stichten. De noordelijke delen van het bisdom Terwaan vormden respectievelijk bisdom Sint-Omaars en bisdom Ieper, en op 3 maart 1566 kwam ook te Boulogne een bisschopszetel.
Het Concordaat van 1801 voorzag in het voegen van het grondgebied van het bisdom Boulogne bij het bisdom Atrecht, dat in 1853 werd omgedoopt in Bisdom Arras-Boulogne-Saint-Omer.